# كهف بوزير
كهف بوزير – هو كهف، ومكان كان يسكن فيه إنسان العصر الحجري. يقع الكهف على الساحل الأيسر من نهر زوفاندشاي، في الجزء العلوي من جبل دلكيكلي داش، على بعد 3 كم إلى الشرق من قرية بوزير (ليريك رايون، أذربيجان)، على ارتفاع 1640 متر فوق مستوى سطح البحر.
تم العثور على الكهف في رحلة استكشافية أثرية عام 1985، في لانكران وليريك وماسالي رايون بتوجيه من إيه جافاروف. وتم العثور على عناصر مصنوعة من الحجر والعظام المشحوذة لحيوانات يعود تاريخها إلى العصر الحجري أيضًا أثناء الحفريات الأثرية.